# 三唑仑
三唑仑（Triazolam，商標名：、及）是一種苯二氮䓬类镇静催眠药，半衰期极短，只有1到2个小时，临床上多用于以入睡困难为主的失眠病人，但因其成瘾性极强，在中國已归入精神药品一类管制。英國歌手馬克·歐蒙（Marc Almond）在其自傳中透露他在1985年至1994年期間曾沉溺過這種藥物。
在2008年12月逝世的日本著名藝人飯島愛，法醫就在她的家發現含有三唑侖的藥物酣樂欣。

## 商品名稱
- 海樂神／海洛欣／酣樂欣（Halcion）
- Novodorm

## 劑量
只有片剂，0.25mg／片。處方一般都比同類型的藥物為輕，視乎個別病人的實際需要。一般來說，治療失眠的處方為睡前半片到一片，但對於適應了藥性的病人，可能要加重至兩片。一般認為超過兩片的劑量已屬危險。

## 副作用
- 相對常見  (>1%的病人）嗜睡、頭暈、輕快感和協調問題
- 罕見 (0.5%～0.9% 的病人) 欣快感，心動過速，疲倦，精神錯亂/記憶障礙，痙攣/疼痛，抑鬱，視力障礙
- 十分罕見 （少過0.5%的人） 便秘，味覺改變，腹瀉，口乾，過敏，做夢/噩夢，失眠，感覺異常，耳鳴，感覺異常，虛弱

### 過量服用
昏迷、換氣不足（呼吸抑制）、睡意、言語不清甚至死亡。